# Најџел Хејз Дејвис
Најџел Хејз Дејвис (енгл. Nigel Hayes-Davis; Вествил, Охајо, 16. децембар 1994) амерички је кошаркаш. Игра на позицијама крила и крилног центра, а тренутно наступа за Финикс сансе.

## Каријера
Након студија на Висконсин универзитету, Хејз Дејвис није одабран на НБА драфту 2017. године. Професионалну каријеру је почео у НБА развојној лиги као играч Вестчестер никса. Током сезоне 2017/18. је три пута потписивао краткорочне НБА уговоре. На по две НБА утакмице је наступио за Лос Анђелес лејкерсе и Торонто репторсе, док је пет пута излазио на терен као кошаркаш Сакраменто кингса. Први ангажман ван САД је имао у турском Галатасарају у сезони 2018/19. Затим је две сезоне носио дрес Жалгириса, са којим је два пута освојио национално првенство и куп. У сезони 2021/22. је био играч Барселоне са којом је освојио Куп Шпаније. У јулу 2022. потписао је за Фенербахче.

## Успеси

### Клупски
- Жалгирис:
  - Првенство Литваније (2): 2019/20, 2020/21.
  - Куп Литваније (2): 2019/20, 2020/21.

- Барселона:
  - Куп Шпаније (1): 2022.

- Фенербахче:
  - Евролига (1): 2024/25.
  - Првенство Турске (1): 2023/24.
  - Куп Турске (2): 2024, 2025.

### Појединачни
- Најкориснији играч фајнал фора Евролиге (1): 2024/25.
- Идеални тим Евролиге — прва постава (2): 2023/24, 2024/25.
- Најкориснији играч финала Првенства Турске (1): 2023/24.